# دي أو أي : ميت أو حي
دي أو أي : ميت أو حي (بالإنجليزية: DOA: Dead or Alive)‏ وهو فيلم فنون قتالية أمريكي والقصة مستوحاة من لعبة ديد أور ألايف وهو من إخراج كوري يوين ومن كتابة جوناثان فريدريك لاوتون ، هذا الفلم من بطولة جايمي بريسلي وألتي أدت دور تينا أرمسترونغ وهولي فلانس بدور كريستي وديفون أوكي بدور كاسومي وناتازيا مالثه بدور أياني وساره كارتر بدور هيلينا دوغلاس وكين كوسوغي بدور ريو هايابوسا وكولين تشو بدور هاياتي وكيفن ناش بدور باس أرمسترونغ.

## البطولة
- ديفون أوكي بدور كاسومي
- جيمي بريسلي بدور تينا أرمسترونغ
- هولي فلانس بدور كريستي
- كاني كوسوغي بدور ريو هايابوسا
- إريك روبرتس بدور الدكتور فكتور دونوفان
- ساره كارتر بدور هيلينا دوغلاس
- ناتازيا مالثه بدور أياني
- ماثيو مارسدن بدور ماكسمليان هيرش
- ستيف هوي بدور ويذربري
- كيفن ناش بدور باس أرمسترونغ
- كولين تشو بدور هاياتي
- براين جي وايت بدور زاك
- ديريك بوير بدور بايمان
- سيلفيو سيماك بدور ليون
- سونغ لين بدور براد وونغ
- فانغ ليو بدور جين فو
- هونغ لين بدور هيتومي
- ينغ وانغ بدور ليفانغ

## وصلات خارجية
- دي أو أي : ميت أو حي على موقع IMDb (الإنجليزية)
- دي أو أي : ميت أو حي على موقع ميتاكريتيك (الإنجليزية)
- دي أو أي : ميت أو حي على موقع روتن توميتوز (الإنجليزية)
- دي أو أي : ميت أو حي على موقع نتفليكس (الإنجليزية)
- دي أو أي : ميت أو حي على موقع قاعدة بيانات الأفلام العربية
- دي أو أي : ميت أو حي على موقع ألو سيني (الفرنسية)
- دي أو أي : ميت أو حي على موقع Turner Classic Movies (الإنجليزية)
- دي أو أي : ميت أو حي على موقع أول موفي (الإنجليزية)
- دي أو أي : ميت أو حي على موقع بوكس أوفيس موجو (الإنجليزية)
- دي أو أي : ميت أو حي على موقع فيلمافينيتي (الإسبانية)

- دي أو أي: ميت أو حي على قاعدة بيانات الأفلام على الإنترنت